# Цифровой маркетинг
Цифровой маркетинг (англ. digital marketing, диджитал-маркетинг) — общий термин, используемый для обозначения таргетивного и интерактивного маркетинга товаров и услуг, использующего цифровые технологии для привлечения потенциальных клиентов и удержания их в качестве потребителей. Главными задачами цифрового маркетинга являются продвижение бренда и увеличение сбыта с помощью различных методик. Цифровой маркетинг включает в себя большой выбор маркетинговых тактик по продвижению товаров, услуг и брендов. Помимо мобильных технологий, традиционных ТВ и радио методы цифрового маркетинга используют интернет в качестве основного коммуникационного посредника.
Основные мероприятия цифрового маркетинга: поисковая оптимизация (SEO), поисковый маркетинг (SEM), контент-маркетинг, маркетинг влияния (influencer marketing), автоматизация создания контента, маркетинг в электронной коммерции, маркетинг социальных медиа (SMM), прямые рассылки, контекстная реклама, реклама в электронных книгах, программах, играх и других формах цифровой продукции. Также используются каналы, не связанные непосредственно с сетью интернет: мобильные телефоны (SMS и MMS), обратный звонок, мелодии удержания звонка. Фундаментальная концепция цифрового маркетинга заключается в клиентоориентированном подходе.
Цифровой маркетинг — совокупность использующих цифровые каналы методов продвижения и сбыта товаров и услуг. 

## История
Термин «цифровой маркетинг» начал использоваться в 1990-х годах. К 2010 году значительно вырос уровень сложности инструментов цифрового маркетинга как комплекса для эффективного создания глубоких и актуальных отношений с потребителем. До 1990-х годов термин «цифровой маркетинг» не упоминается, однако уходит своими корнями в середину 1980-х годов, когда компания SoftAd Group (сейчас ChannelNet), разработала рекламную кампанию для нескольких автопроизводителей: в ответ на письмо с вкладышем из журнала можно было получить дискету с мультимедийным контентом по продвижению различных марок машин и предложению бесплатных пробных поездок.
Стремительное развитие цифровых медиа создало новые возможности для маркетинга и рекламы. Широкое распространения мобильных устройств с доступом к цифровым каналам привело к экспоненциальному росту цифровой рекламы.
На данный момент цифровой маркетинг продолжает активно развиваться.
Рост цифровых медиа исчисляется 4,5 триллионами рекламных онлайн-сообщений ежегодно. Для того, чтобы ориентировать рекламу на интернет-пользователей, фирмы начинают активно использовать анализ поведения потребителей в интернете (Online Behavioural Advertising, OBA). Анализ поведения в интернете, использующий новаторские методы, вызывает обеспокоенность в отношении безопасности персональных данных потребителей, что является важным фактором в построении надёжных связей. Цифровой маркетинг часто называют онлайн-маркетингом, интернет-маркетингом или веб-маркетингом. Со временем термин «цифровой маркетинг» приобрёл большую популярность во многих странах. В США используют термин «цифровой маркетинг», в Италии «веб-маркетинг», во Франции «веб-маркетинг» или «цифровой маркетинг», в Великобритании, России и многих других странах широко используется термин «цифровой маркетинг».

## Последние разработки и стратегии
Цифровой маркетинг основан на постоянно растущих и быстро изменяющихся технологиях. Таких же особенностей следуют ожидать и от разработок и стратегий цифрового маркетинга. Ниже приведены самые значимые моменты.
1. Сегментация: интерес к возможностям цифрового маркетинга в сегментации рынка с целью определения целевых рынков как в B2B, в B2C, а также в P2P (возможность использования краудсорсинговых инструментов).
2. Маркетинг влияния: общества или люди, способные влиять на поведение потребителей, называют лидерами мнений. Они послужили основой концепции цифрового таргетинга. Появилась возможность повлиять на лидеров мнений с помощью платной рекламы, такой как Facebook Advertising, Google Adwords, MyTarget и других RTB-площадок, через сложные sCRM системы (social CRM), такие как SAP C4C, Microsoft Dynamics, Sage CRM, Salesforce CRM. Инфлюенсеры очень популярны в социальных сетях, например, на Инстаграме. В настоящее время многие институты в своих магистерских программах уделяют внимание стратегиям привлечения лидеров мнений. Основная мысль подхода заключается в том, что проще доставить рекламный контент до того потребителя, который его активно ищет, чем до того, к которому контент попадает случайно.
3. Анализ поведения интернет пользователей (Online Behavioural Advertising, OBA): заключается в сборе информации об онлайн активности пользователей на различных устройствах и сайтах с целью доставки рекламных сообщений в соответствии с интересами, предпочтениями и потребностями получателей.[9]
4. Коллаборация: может быть установлена между организациями, провайдерами технических услуг, цифровыми агентствами для оптимизации усилий и совместного использования ресурсов. В настоящее время важным фактором при создании маркетинговой стратегии является персонализация рекламного пространства с помощью цифровых инструментов.[10]
5. Ремаркетинг: играет главную роль в цифровом маркетинге. Эта тактика позволяет маркетологам публиковать таргетивную рекламу, то есть показывать рекламное сообщение конкретной аудитории, представители которой постоянно ищут какую-то информацию в сети, в частности, информацию о продуктах и услугах, или посещают сайты с другими конкретными целями.
6. Реклама в играх: самым распространенными примерами использования являются билборды в спортивных играх, также встроенная в игры реклама может проявляться в брендировании игровых объектов, таких как оружие, машины, одежда.

## Каналы цифрового маркетинга
Основная задача маркетолога найти каналы, которые позволяют установить надежную двухстороннюю коммуникацию и наилучшую окупаемость инвестиций (ROI) для фирмы. К часто используемым каналам коммуникаций цифрового маркетинга относятся:
- Партнерский маркетинг
- Дисплейная реклама
- Email-маркетинг
- Поисковый маркетинг
- Интернет-реклама
  - Контекстная реклама
  - Баннерная реклама
  - Тизерная реклама
- Социальные сети
- Видео-реклама
- Реклама в играх
- Онлайн PR
- Инфографика

Эти технологии часто используются в совокупности.

## Инструменты цифрового маркетинга
К наиболее популярным инструментам цифрового маркетинга относят:
- Социальные медиа (SMM) и блоги
- Баннерная реклама
- Видеореклама
- E-mail маркетинг
- Поисковая оптимизация (SEO)
- Контент маркетинг
- Тизерная реклама
- Партнерские программы
- Push-уведомления
- Пресс-релизы в онлайн медиа
- Co-creation

### Ключевые термины в цифровом маркетинге
- CPA (Cost Per Action) — модель оплаты интернет-рекламы, при которой рекламодатель платит только за конкретное действие пользователя: покупку, регистрацию, подписку и т. д.
- CPC (Cost Per Click) — модель, при которой рекламодатель оплачивает каждый клик по объявлению, независимо от последующих действий пользователя.
- CPM (Cost Per Mille) — модель, в которой рекламодатель платит за каждую тысячу показов рекламы, независимо от кликов или конверсий.
- CTR (Click-Through Rate) — показатель кликабельности рекламы, вычисляемый как отношение количества кликов к числу показов, выраженное в процентах.
- Таргетинг — метод показа рекламы определённой целевой аудитории на основе параметров, таких как возраст, пол, интересы, геолокация, поведение и другие характеристики.
- Ретаргетинг (ремаркетинг) — форма онлайн-рекламы, при которой пользователям, ранее взаимодействовавшим с сайтом или брендом, повторно показываются объявления с целью вернуть их и побудить к действию.
- Воронка продаж — модель, описывающая путь клиента от первого знакомства с брендом до покупки. Включает такие этапы, как осведомлённость, интерес, решение и действие.
- SEO (Search Engine Optimization) — процесс оптимизации веб-сайта для повышения его позиций в органических (неоплаченных) результатах поисковых систем.
- SMM (Social Media Marketing) — продвижение брендов, товаров или услуг с помощью социальных сетей.
- Контент-маркетинг — стратегия создания и распространения полезного, ценного и релевантного контента для привлечения и удержания целевой аудитории.
- Конверсия — целевое действие, совершённое пользователем на сайте: покупка, заполнение формы, регистрация и т. д.

- Лид (Lead) — потенциальный клиент, проявивший интерес к продукту или услуге, например, оставивший контактные данные.

## Рекомендации международных правил (ICC Code)
Международные правила «ICC Advertising and Marketing Communications Code» содержат следующие рекомендации к деятельности в области цифрового маркетинга:
- Использование ясных и прозрачных механизмов, позволяющих потребителю препятствовать использованию своих персональных данных в рекламных целях.
- Ясное указание на коммерческую сущность социальной сети.
- Прямая коммуникация с потребителем должна быть основана на веских основаниях его заинтересованности в предложениях.
- Уважение к правилам и стандартам делового поведения в социальных сетях, использование в рекламных целях форумов и сайтов, которые ясно заявляют о готовности принимать рекламу.
- Особое внимание к защите детей.

## Актуальность
Использование цифрового маркетинга сегодня не только позволяет брендам и ритейлу продвигать свои продукты и услуги, но и обеспечивает онлайн-поддержку клиентов через круглосуточные сервисы, быстрое реагирование на сообщения клиентов, оперативную обработку заказа и многое другое. Работа с клиентами и выстраивание коммуникации с ними в социальных сетях позволяет брендам получать как положительные, так и отрицательные отзывы, а также определять, какие медиа-платформы работают для них хорошо и позволяют расширить аудиторию, привлечь новых покупателей. Таким образом, цифровой маркетинг стал более значительным преимуществом для брендов и предприятий.
В настоящее время потребители часто размещают отзывы в Интернете в социальных сетях, блогах и на сайтах о своем опыте работы с продуктом или брендом.
Рекламные сообщения, адресованные не от лица компании, а напрямую от таких же пользователей, лидеров мнений зачастую, оказывают большее влияние на клиентов. Это новый способ коммуникации с аудиторией и продвижения товаров при помощи блогеров. Также обычные пользователи социальных сетей делятся опытом, выделяя определённые бренды и товары. Это было отмечено в исследовании в Instagram, где было отмечено, что подростки-пользователи Instagram размещают изображения событий, связанных с едой, отмечают локацию в своих социальных сетях, предоставляя бесплатную рекламу бренду.
Компаниям все выгоднее использовать платформы социальных сетей для связи со своими клиентами и создания диалогов и дискуссий. Потенциальный охват социальных сетей подтверждается тем фактом, что в 2014 году каждый месяц в приложении Facebook было более 126 миллионов уникальных пользователей, а на YouTube — более 97 миллионов уникальных пользователей...